# Найкращі роки нашого життя
«Найкращі роки нашого життя» (англ. The Best Years of Our Lives) — американський фільм-драма 1946 року, поставлений режисером Вільямом Вайлером за романом «Слава для мене» (англ. Glory For Me) Макінлея Кантора. Стрічка здобула сім премій «Оскар» (у тому числі за найкращий фільм), а також низку інших престижних кінонагород . У 1989 році фільм було визнано національним надбанням і включено до Національного реєстру фільмів Бібліотеки Конгресу США. На 1 березня 2024 року фільм займав 225-ту позицію у списку "250 найкращих фільмів за версією IMDb.

## Сюжет
Після демобілізації троє військових, що живуть в одному місті, але раніше не були знайомими один з одним, повертаються додому. Їх серця розриваються між радістю і тривогою. Гоумер Перріш (Гарольд Расселл), наймолодший у трійці, позбувся обох рук і носить замість них два гачки, якими навчився користуватися з неабиякою спритністю. Найбільше він боїться, що рідні — і передусім його наречена Вілма — неодмінно почнуть жаліти його, тоді як йому дуже хочеться, щоб його вважали нормальною людиною. Пілот бомбардувальника Фред Деррі (Дена Ендрюс) дізнається від батька, що молода красуня Мері, на якій він одружився перед відправленням на війну, пішла з дому, живе сама, працюючи в нічному клубі. Ел Стівенсон (Фредрік Марч), найстарший з друзів, повертається до дружини й двох дітей, які виросли настільки, що він насилу впізнає їх. Його теж трохи лякає адаптація до мирного життя. Робота у банку тепер здається йому сміховинно приземленою. І все-таки отримавши підвищення до віцепрезидента з позик, він намагатиметься виконувати свої обов'язки якомога гуманніше.
У вечір свого повернення троє друзі зустрічаються у барі, де працює приятель Гоумера, піаніст Бутч. Гоумер і Ел прийшли, щоб розвіятися, а Фред так і не зміг відшукати свою дружину. Напившись до безпам'ятності, Фред проводить одну ніч у рідному місті вдома в Ела. У нього закохується донька Ела Пеггі. Фред знаходить дружину і примушує її покинути роботу. Власні перспективи Фреда на ринку праці тануть з кожним днем. Він знаходить собі роботу продавця і стає помічником свого колишнього помічника — в тій самій крамниці, де працював до війни, яка відтоді змінила власника. Непривабливе становище Фреда засмучує його дружину, яка ніколи його не кохала, і вона вимагає розлучення.
Фред кидає роботу після сутички з клієнтом, який намагався довести Гоумеру, що Америка помилилася у виборі супротивника на війні й насправді потрібно було битися з червоними. Фред вимушений пообіцяти Елу, що він ніколи більше не шукатиме зустрічі з Пеггі. Він приходить на «цвинтар» авіатехніки та знаходить роботу в утилізатора, який використовує деталі від літаків для будівництва збірних будинків.
Гоумер робить усе, що в його силах, щоб убити у Вілмі всілякий інтерес до його персони. Але молоді люди глибоко кохають один одного. На весіллі Гоумера Фред знову зустрічає Пеггі та пропонує їй вийти за нього заміж.

## В ролях
| Мірна Лой      | ···· | Міллі Стівенсон |
| Фредрік Марч   | ···· | Ел Стівенсон    |
| Дена Ендрюс    | ···· | Фред Деррі      |
| Тереза Райт    | ···· | Пеггі Стівенсон |
| Вірджинія Майо | ···· | Мері Деррі      |
| Гарольд Рассел | ···· | Гоумер Перріш   |
| Кеті О'Доннелл | ···· | Вілма Кемерон   |
| Гоуті Кармайкл | ···· | Бутч Ігл        |
| Гледіс Джордж  | ···· | Ортанс Деррі    |
| Роман Бонен    | ···· | Пет Деррі       |
| Рей Коллінз    | ···· | містер Мілтон   |
| Стів Кокрен    | ···· | Кліфф           |

## Сприйняття
Після виходу у прокат (прем'єра відбулася 21 листопада 1946 року у Нью-Йорку) фільм став найкасовішим і найвідвідуванішим фільмом як в Сполучених Штатах, так і у Великій Британії з моменту виходу стрічки «Віднесених вітром», — було продано близько 55 000 000 квитків у США, а касові валові збори склали $23 650 000. Фільм залишається шостим у рейтингу найвідвідуваніших стрічок усіх часів у Великій Британії, з понад 20 мільйонами проданих квитків, та мав одні з найвищих показників перегляду усіх часів, з продажами квитків на понад $20 400 000.

## Визнання
| Нагороди та номінації фільму «Найкращі роки нашого життя» | Нагороди та номінації фільму «Найкращі роки нашого життя» | Нагороди та номінації фільму «Найкращі роки нашого життя»                          | Нагороди та номінації фільму «Найкращі роки нашого життя» | Нагороди та номінації фільму «Найкращі роки нашого життя» | Нагороди та номінації фільму «Найкращі роки нашого життя» |
| Рік                                                       | Кінофестиваль/кінопремія                                  | Категорія/нагорода                                                                 | Номінант                                                  | Результат                                                 |                                                           |
| --------------------------------------------------------- | --------------------------------------------------------- | ---------------------------------------------------------------------------------- | --------------------------------------------------------- | --------------------------------------------------------- | --------------------------------------------------------- |
| 1946                                                      | Національна рада кінокритиків США                         | Найкращий режисер                                                                  | Вільям Вайлер                                             | Перемога                                                  |                                                           |
| 1946                                                      | Національна рада кінокритиків США                         | ТОП-10 фільмів                                                                     | Найкращі роки нашого життя                                | Включення                                                 |                                                           |
| 1946                                                      | Спільнота кінокритиків Нью-Йорка                          | Найкращий фільм                                                                    | Найкращі роки нашого життя                                | Перемога                                                  |                                                           |
| 1946                                                      | Спільнота кінокритиків Нью-Йорка                          | Найкращий режисер                                                                  | Вільям Вайлер                                             | Перемога                                                  |                                                           |
| 1946                                                      | Спільнота кінокритиків Нью-Йорка                          | Найкращий актор                                                                    | Фредерік Марч                                             | 2-е місце                                                 |                                                           |
| 1947                                                      | Золотий глобус                                            | Найкращий фільм — драма                                                            | Найкращі роки нашого життя                                | Номінація                                                 |                                                           |
| 1947                                                      | Золотий глобус                                            | Спеціальна нагорода найкращому непрофесійному виконавцю.                           | Гарольд Рассел                                            | Перемога                                                  |                                                           |
| 1947                                                      | Премія «Оскар»                                            | Найкращий фільм                                                                    | Найкращі роки нашого життя                                | Перемога                                                  |                                                           |
| 1947                                                      | Премія «Оскар»                                            | Найкращий режисер                                                                  | Вільям Вайлер                                             | Перемога                                                  |                                                           |
| 1947                                                      | Премія «Оскар»                                            | Найкращий актор у головній ролі                                                    | Фредерік Марч                                             | Перемога                                                  |                                                           |
| 1947                                                      | Премія «Оскар»                                            | Найкращий актор другого плану                                                      | Гарольд Рассел                                            | Номінація                                                 |                                                           |
| 1947                                                      | Премія «Оскар»                                            | Найкращий сценарій                                                                 | Роберт Шервуд                                             | Перемога                                                  |                                                           |
| 1947                                                      | Премія «Оскар»                                            | Найкращий монтаж                                                                   | Даніел Менделл                                            | Перемога                                                  |                                                           |
| 1947                                                      | Премія «Оскар»                                            | Найкраща музика до фільму                                                          | Г'юго Фрідгофер                                           | Перемога                                                  |                                                           |
| 1947                                                      | Премія «Оскар»                                            | Найкращий звук                                                                     | Гордон Сойєр                                              | Номінація                                                 |                                                           |
| 1947                                                      | Премія «Оскар»                                            | Почесний «Оскар» (за «надихаючий приклад усім ветеранам, які повернулися з війни») | Гарольд Рассел                                            | Перемога                                                  |                                                           |
| 1948                                                      | Премія BAFTA                                              | Найкращий фільм з будь-якої країни                                                 | Найкращі роки нашого життя                                | Перемога                                                  |                                                           |
| 1948                                                      | Премія Боділ                                              | Найкращий американський фільм                                                      | Найкращі роки нашого життя                                | Перемога                                                  |                                                           |
| 1948                                                      | Міжнародний кінофестиваль у Карлових Варах                | Найкращий режисер                                                                  | Вільям Валлер                                             | Перемога                                                  |                                                           |
| 1948                                                      | Спільнота письменників та сценаристів Іспанії             | Найкращий фільм іноземною мовою                                                    | Найкращі роки нашого життя                                | Перемога                                                  |                                                           |
| 1987                                                      | Національний реєстр фільмів Бібліотеки Конгресу США       | Національний реєстр фільмів Бібліотеки Конгресу США                                | Найкращі роки нашого життя                                | Включення                                                 |                                                           |
| 2007                                                      | Онлайн Асоціація кіно і телебачення                       | Найкращий фільм                                                                    | Найкращі роки нашого життя                                | Перемога                                                  |                                                           |